# Hody lásky

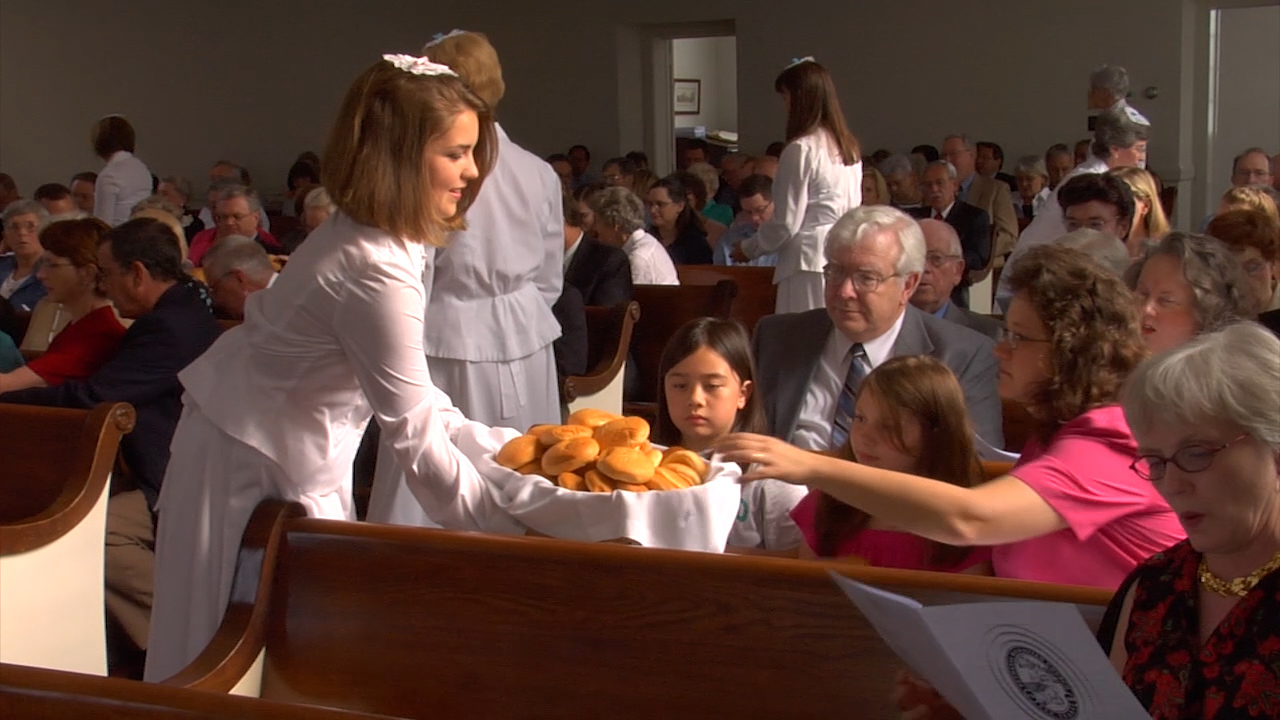
Hody lásky Moravské církve, Bethania, Severní Karolína (2015)

Hody lásky (řecky ἀγάπαι) či agapy jsou oslava, při níž křesťané bez ohledů na své společenské postavení stolují společně už od apoštolských dob. Základ slova je αγαπη (agapé), což je teologický termín pro lásku k Bohu a vzájemnou láskou mezi lidmi. U raných křesťanů bývaly hody lásky úzce spjaty s Večeří Páně (Sk. 2:46–47), později se „agapy“ od eucharistie oddělily. V novodobé historii jsou hody lásky rozšířeny v různých světových protestantských křesťanských společenstvích.

## Novodobá historie
Novodobá historie tohoto svátku lásky začala spontánně dne 13. srpna 1727 v Berthelsdorfu po svatém přijímání, kdy se účastníci ještě nechtěli rozejít, dál zpívali a modlili se. Následně hrabě Mikuláš Ludvík Zinzendorf spolu s moravskými exulanty zavedli obřad sdíleného jídla, modlitby, náboženské konverzace a chvalozpěvů při společenských setkáních, jakými bývají svatby, pohřby nebo důležité návštěvy (např. z misií). Proces nebyl v církvi Moravských bratří přesně definován. John Wesley poprvé prožil Hody lásky mezi Moravany v Savannah ve státě Georgia v roce 1737. Ve svém deníku si poznamenal: „Začalo a skončilo se díkůvzdáním a modlitbou a slavilo se tak slušným a slavnostním způsobem, jakým by si křesťan apoštolského věku dovolil být hoden Krista.“ Hody lásky se přes moravské misie rozšířily do různých částí světa. Moravskými bratry byli inspirováni např. metodisté, baptisté, anabaptisté i jiná evangelikální společenství.

## Jedinečnost svátku
Hody lásky se nespojují s jinými oslavami, jak dokazuje následující příklad: Dne 27. listopadu 1731 proběhla v Berthelsdorfu konfirmace tří sester. Den poté – dne 28. listopadu 1731 – byla dopoledne uspořádána pro 80 bratrů a sester v místním kostele Večeře Páně. Po tomto obřadu následovala svatba, kde byli oddání Georg Böhnisch a Anna Fiedler. Odpoledne v pět hodin se v herrnhutském sále konaly hody lásky, koláčů bylo napečeno pro 400 osob. Večer se v témže sále konala svatební hostina pro 150 osob. Za zmínku stojí fakt, že nevěsta (* 24. 6.1707, emigrovala 1726) pocházela ze Suchdola nad Odrou a ženich (* 23. 4. 1695, emigroval 1725) pocházel z Kunína.
Nadužívání Hodů lásky (u Moravských bratrů výjimečné) vedlo ke zrušení bratrské komunity v Herrnhaagu.

## Čechy a Morava
Je velmi pravděpodobně, že v době rekatolizace tajní evangelíci bratrského vyznání v Česku rovněž tajně praktikovali Hody lásky. Situaci po vydání Tolerančního patentu popsala Teréza Nováková v knize Děti čistého živého. V románu jsou popsány hody lásky, které se konaly v roce 1861 v „městečku“ (tj. Proseč). Účastníci hodů na závěr zpívají Žalm 84 (Věčný Bože, silný v boji), autorem textu je Jiří Strejc.

## Zajímavost
- Dle názorů starověkých římských odpůrců křesťanství byla na konci této oslavy náhle zhášena světla a její účastníci se oddávali orgiím.[9]